# Australian Systematic Botany
Australian Systematic Botany (ISSN 1030—1887) — австралийский ботанический журнал для публикации научных исследований в области систематики растений.

## История
В 1951—1987 годах выходил под названием Brunonia. С 1988 выходит под современным названием. В начале 2010 года был опубликован 23-й том. Публикуется издательством CSIRO Publishing в кооперации с обществом Australian Systematic Botany Society. Индекс цитирования (импакт фактор) равен 1.351.
В журнале публикуются результаты научных исследований в различных областях систематической ботаники, включая таксономию и биоразнообразие растений, биогеографию и эволюцию растений, водорослей, грибов и других близких групп.
Главный редактор Dr Mike Bayly, University of Melbourne, Australia.

## ISSN
- ISSN: 1030—1887 (print)
- eISSN: 1446-4701